# Шестой Дозор
«Шесто́й Дозо́р» — роман российского писателя-фантаста Сергея Лукьяненко, шестой из серии произведений, рассказывающих о вымышленном мире Иных. Роман был впервые опубликован издательством «АСТ» в 2014 году. Вместе с романами «Ночной Дозор», «Дневной Дозор», «Сумеречный Дозор», «Последний Дозор», «Новый Дозор», а также несколькими рассказами Лукьяненко и рядом произведений других авторов входит в цикл «Дозоры».
Действие романа происходит в современных на момент написания Москве, Париже, Нью-Йорке. Помимо привычного мира людей существует мир Иных, к которым относятся маги, волшебники, оборотни, вампиры, ведьмы, ведьмаки и прочие произошедшие от людей, но не относящие себя к ним существа. Иные делятся на Светлых и Тёмных. Добро больше не вступает в активное противоборство со Злом, а находится с ним в динамическом равновесии. Для соблюдения баланса Света и Тьмы любое доброе магическое воздействие должно уравновешиваться злым. За соблюдением этого порядка следят специально созданные организации Иных — Дозоры. Интересы Светлых представляет Ночной Дозор, интересы Тёмных — Дневной Дозор.
В первой части романа появляется древний бог Двуединый, который нападает на дочь Антона Городецкого, а в это время все пророки мира одновременно предсказывают скорую гибель всех Иных и людей. Остановить бога может только Шестой Дозор. Во второй части Антон узнаёт, кто должен войти в его состав, и начинает собирать новый Шестой Дозор. Первыми в его состав входят зеркальный маг Егор и вампир Костя Саушкин. В третьей части к Дозору присоединяются пророк Кеша, ведьма Арина. Вместе с Надей от Светлых и Завулоном от Тёмных они формируют необходимый состав и избавляются от Двуединого.
В 2016 году на «РосКоне» — конференции писателей, работающих в жанре фантастики, — роман «Шестой Дозор» был удостоен премии «Бронзовый РОСКОН» за третье место в номинации «Роман». Помимо этого, в 2015 году роман номинировался на премии «Созвездие Большой Медведицы», «Чаша Бастиона» и «Иван Калита».

## Вселенная романа
Мы — Иные,

Мы служим разным силам,

Но в сумраке нет разницы между отсутствием тьмы и отсутствием света.

Наша борьба способна уничтожить мир.

Мы заключаем Великий Договор о перемирии.

Каждая сторона будет жить по своим законам,

Каждая сторона будет иметь свои права.

Мы ограничиваем свои права и свои законы.

Мы — Иные.

Мы создаем Ночной Дозор,

Чтобы силы Света следили за силами Тьмы.

Мы — Иные.

Мы создаем Дневной Дозор,

Чтобы силы Тьмы следили за силами Света.

Время решит за нас.
Помимо нашей реальности, существует Сумрак — параллельный мир, доступный только Иным. Чтобы попасть в Сумрак, нужно найти свою тень, поднять и шагнуть в неё. Сумрак предоставляет Иным явное преимущество практически безнаказанно делать что угодно из-за своей недоступности для людей. Кроме того, в Сумраке время течёт медленнее, из-за чего Иные могут быстрее двигаться и обладать нечеловеческой реакцией. Стычки между ними, как правило, происходят именно в Сумраке. Считается, что Сумрак является «эмоциональной проекцией реального мира». Эмоциональная энергия всего мыслящего на Земле накапливается в Сумраке и даёт Иным магические силы. Одновременно, Сумрак поглощает силы вошедшего и может быть опасным для мага, если тот не рассчитал своих возможностей. Сумрак состоит из нескольких слоёв, для входа на каждый из которых нужно шагнуть в собственную тень на предыдущем уровне. Чем глубже слой, тем сложнее это сделать, поэтому лишь немногие могут свободно использовать уровни, начиная со второго. Первый слой отдалённо напоминает окружающий мир, в то время как остальные все сильнее и сильнее отличаются от него.
Иные рождаются среди обычных людей, но отличаются от них способностью входить в Сумрак. С развитием магического общества и знаний о Сумраке Иные стали специально заниматься поиском потенциальных Иных, чтобы помочь тем первый раз войти в Сумрак и обучить их пользоваться своими способностями. Все Иные в зависимости от эмоционального состояния в момент первого входа в Сумрак оказываются либо на стороне Света, либо на стороне Тьмы. Сменить сторону рядовому Иному практически невозможно. Основная разница проявляется в отношении к людям. Светлые не пользуются способностями для личной выгоды. При этом разница между Светом и Тьмой «исчезающе мала», это не классические чистые Добро и Зло. Тёмные могут исцелять и помогать, а Светлые отказать в помощи. Силы Иных не равны, существует семь различных уровней: от слабого седьмого по сильного первого. В эту шкалу не попадают «волшебники вне категорий», которые сильнее всех остальных. В зависимости от уровня и опыта Иной занимает определённое место во внутренней иерархии. Светлые и Тёмные Иные питаются только определённым типом человеческих эмоций, поэтому напрямую заинтересованы в торжестве соответствующих взглядов на жизнь. Борьба Тёмных и Светлых за человечество продолжалась тысячи лет, пока не был заключён Договор. С момента его подписания противостояние Иных происходит по оговорённым правилам, за соблюдением которых следят специально созданные организации — Ночной и Дневной Дозоры. Кроме того, за соблюдением обеими сторонами Великого Договора следит Инквизиция, в состав которой входят как Светлые, так и Тёмные.

## Сюжет
«Данный текст обязателен для прочтения силами Света.
Ночной Дозор.
Данный текст обязателен для прочтения силами Тьмы.
Дневной Дозор»

### Вынужденные действия
Неизвестный вампир кусает, но не убивает нескольких людей в Москве, из инициалов которых можно составить фамилию Городецкого. Антон подозревает вампиршу, за которой он охотился во время своего первого задания в Ночном Дозоре. В это время двое сотрудников Ночного и Дневного Дозоров, охранявших дочь Городецкого, абсолютную волшебницу Надю, нападают на неё. Охранные заклинания спасают девочку, но Антону и Светлане не удаётся справиться с нападавшими. Их прогоняет всё тот же неизвестный вампир. Гесер с Завулоном признают, что нападавшие были сильнее их, а за час до нападения все пророки мира одновременно предсказали гибель Иных и людей через несколько дней. Так как в пророчестве упоминаются три жертвы, то Антон прячет Светлану и Надю в защищённую квартиру, а сам возвращается к расследованию. Вместе с пророком Кешей, которого Антон в прошлом спас от Тигра, он пытается понять пророчество. Тигр через Кешу зовёт их в квартиру Антона, но первой там оказывается присланная Завулоном по просьбе Антона древняя вампирша Лилит, которая сообщает, что тела дозорных, напавших на Надю, захватил древний бог Двуединый. Оказывается, что на заре существования человечества этот бог был порождён Сумраком и заключил некий договор с вампирами, ставшими его жрецами. Но с тех пор всё изменилось, договор был нарушен, и Двуединый вернулся, чтобы уничтожить всех Иных, а вслед за ними всё живое на планете. Уничтожить Двуединого может только Шестой Дозор, которого больше нет. В квартире появляется Тигр и заставляет Лилит сообщить условия, необходимые для воссоздания Шестого Дозора.

### Вынужденные союзы
— Значит, все пророки в мире сговорились и предвещают конец света, — сказал я. — Простите, Завулон… конец света и тьмы. На мою семью напали сошедшие с ума Тёмный и Светлый, причём они орудуют такими силами, что два Высших мага России предпочли наблюдать, но не вмешиваться в происходящее. И этих спятивших предателей отогнала Высшая вампирша, инцидентами с которой я занимался… Просто великолепно.
В архиве Ночного Дозора Антон находит документ, в котором упоминается состав Шестого Дозора. В него должны войти представители от Светлых и Тёмных магов, вампиров, ведьм, а также Принимающий Облик и Основа. Антон начинает собирать новый Шестой Дозор. Так как нынешняя верховная ведьма Арина навечно заключена в Саркофаг Времён в Сумраке, Городецкий просит главную ведьму Москвы организовать выборы новой верховной ведьмы. Принимающим Облик является Зеркало, слабый неинициированный Иной, изменяемый Сумраком для восстановления баланса Света и Тьмы. Таким является Егор, так и не выбравший между Светом и Тьмой, после того, как в прошлом Антон спас его от вампирши. Городецкий находит Егора, и тот присоединяется к Шестому Дозору. Чтобы выбрать главного вампира, требуется провести поединок не менее двенадцати претендентов, из которых должен выжить только один. Так как умирать никому не хочется, то главный вампир долгое время не был избран. Однако на организованном по просьбе Городецкого собрании вампиров в очередной раз появляется неизвестный вампир, который провоцирует собравшихся на поединок, убивает необходимое количество вампиров и становится верховным вампиром. Уходя, обещает Антону присоединиться, когда соберётся Шестой Дозор.

### Вынужденные меры
Двуединый находит семью Городецкого, нападает на квартиру и преследует их, но отступает при появлении Тигра. Антон продолжает собирать Шестой Дозор. Конклав ведьм соглашается избрать главной Надю, удовлетворяющую формальным требованиям, но она не проходит проверку. Тогда Тигр помогает Антону вернуть Арину, которая, оказывается, всё знает про Двуединого. Во время собрания снова появляется древний бог. Тигру удается его задержать, но в этом поединке он погибает. Антон, Надя и Арина переносятся в офис Дневного Дозора. Там же окончательно формируется Шестой Дозор, все представители которого тем или иным образом связаны с Антоном. От Конклава ведьм в него входит Арина, от пророков — Кеша, от зеркальных магов — Егор, от сил Света — Надя, от сил Тьмы — Завулон, оказавшийся дедушкой Городецкого. Появляется неизвестный вампир, которым оказывается Костя Саушкин, в прошлом сосед и друг Городецкого, дважды убитый им. Его воскресил Сумрак для завершения формирования Шестого Дозора, в который он входит от вампиров. Последним приходит Двуединый, с которым разрывается древний договор. В жертву приносится Антон Городецкий, как удовлетворяющий всем необходимым условиям. В итоге Двуединый погибает, а Антон становится обычным человеком.

## Создание и издание

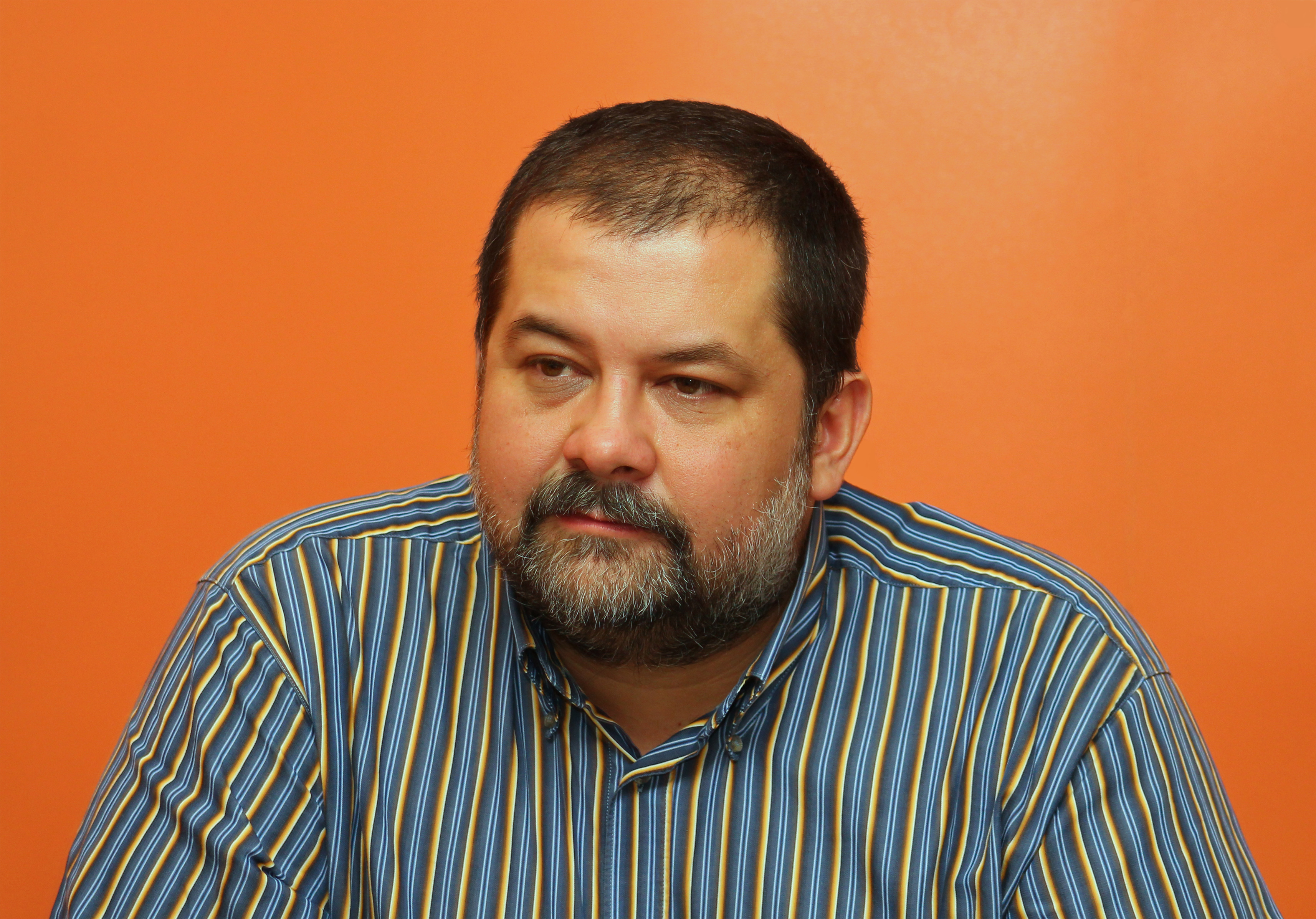
Сергей Лукьяненко

По словам самого Сергея Лукьяненко, он специально дожидался 2014 года, чтобы выпустить последнюю книгу цикла о Дозорах, так как все описываемые действия происходят в режиме реального времени. Работа над романом под рабочим названием «Шестой Дозор» была завершена ко второй половине октября 2014 года.
До выхода книги из-за выступлений украинских писателей с резкой критикой в сторону России Сергей Лукьяненко заявлял, что запретит издавать свои книги на Украине. По этому поводу Владимир Путин в апреле во время прямой линии сказал, обращаясь к писателю: «Не надо запрещать издавать ваши книги где бы то ни было, в том числе на Украине. <…> Дело не в деньгах, дело в том, что вы — наиболее яркий писатель в России. Это часть российской культуры, надо двигать российскую культуру, а не вытаскивать её оттуда». После этого Лукьяненко, отметив, что уважает просьбу президента, заявил, что не будет мешать изданию шестой книги серии.
С 6 декабря 2014 года в России начались продажи книги, вышедшей в издательстве «АСТ» тиражом в 70000 экземпляров. С 6 по 12 декабря в Москве и Санкт-Петербурге прошли авторские презентации писателя. На встрече с читателями Лукьяненко сообщил, что это действительно последняя его книга серии. «Это последняя книга про великого светлого волшебника Антона Городецкого», — сказал автор. При этом писатель добавил, что вселенная «Дозоров» будет продолжать развиваться и без его непосредственного участия: «Сейчас есть проект „Дозоры“, в котором пишут разные авторы в рамках одного вымышленного мира под моим наблюдением, они продолжат издаваться».
| Год  | Издательство | Место издания | Серия                        | Тираж | Примечание | Источник |
| ---- | ------------ | ------------- | ---------------------------- | ----- | --- | -------- |
| 2015 | АСТ          | Москва        | Дозоры                       | 70000 | Шестой роман основного цикла о «Дозорах». Иллюстрация на обложке А. Фереза.                                                           | [ 9 ]    |
| 2015 | АСТ          | Москва        | Весь (гигант)                | 3000  | Шесть романов цикла «Дозоры» в одном томе. Иллюстрация на обложке — коллаж обложек Aнри, А. Манохина, В. Бондаря, Е. Деко, А. Фереза. | [ 11 ]   |
| 2016 | АСТ          | Москва        | Чёрная серия (танковая щель) | 5000  | Шестой роман основного цикла о «Дозорах». Иллюстрация на обложке А. Фереза.                                                           | [ 12 ]   |

| Год  | Название      | Издательство    | Место издания | Язык       | Переводчик  | Источник |
| ---- | ------------- | --------------- | ------------- | ---------- | ----------- | -------- |
| 2015 | Szósty Patrol | Wydawnictwo Mag | Варшава       | Польский   | Э. Скурская | [ 13 ]   |
| 2016 | Sixth Watch   | Harper          | Нью-Йорк      | Английский |             | [ 14 ]   |

## Критика и оценки
Лаборатория Фантастики

 Goodreads
Критиками было отмечено, что последний роман стал удачным завершением Дозорного цикла. В романе Лукьяненко красиво и логично завершает историю Антона Городецкого, который к шестой книге из слабого новичка успел дорасти до Высшего мага. При этом возможные сомнения по поводу того, что это именно последняя книга серии, вызванные вышедшим ранее «Последним Дозором», разрешаются писателем сюжетно. В «Шестом Дозоре» круг замкнулся, и Лукьяненко попрощался с созданным им миром Иных, «аккуратно связав все торчащие концы, унеся со сцены и вычистив все выстрелившие ружья». Таким образом, финал придаёт всему циклу определённую целостность.
Изображение писателем сверхъестественного мира, недоступного простым людям, по-прежнему завораживает. В то же время к шестому роману цикла дополнительно возникает особенное чувство тесного знакомства с персонажами. Для поклонников серии по ходу сюжета это чувство только усилится, так как главный герой вынужден взаимодействовать со многими персонажами прошлых книг, чтобы спасти как мир людей, так и мир магов. Присутствует в произведении и удачная авторская ирония; герои даже в самых серьёзных ситуациях не забывают улыбаться и высмеивать окружающую действительность. Тем не менее, было отмечено, что герои стали излишне схематичными. Стало меньше нестандартных решений и наивных идей, характерных для молодого Городецкого, который теперь больше полагается на возросшие способности Иного.
Некоторые моменты могут оказаться раздражающими: например, не самое прогрессивное отношение к женщинам, или упоминание конфликта на Украине, учитывая позицию автора по этому вопросу. Введением подобных тем в основное повествование Лукьяненко продолжает смешивать фантастическую составляющую романа с реальностью. Это делает книгу весьма злободневной, что одновременно является и её сильной стороной и слабой. Узнаваемые исторические реалии повышают интерес к произведению до тех пор, пока остаются актуальными, но неизвестно как будут восприниматься позднее. Несмотря на некоторое замедление темпа, вызванное подобными вставками, книга остаётся атмосферным и зрелищным завершением цикла. Развитие сюжета обеспечивается введением новых сущностей, новых черт у уже знакомых персонажей, неожиданными ходами. В то же время, присутствуют и классические загадки, погони, сражения, повышающие интерес к произведению.
После выхода последнего романа было отмечено окончательное расхождение цикла с творчеством братьев Стругацких. У позднесоветских фантастов волшебники утрачивают к людям какой-либо интерес, не чувствуя более с ними родства, в результате чего уходят в другие миры. В «Шестом Дозоре» маги, даже самые высшие и наиболее отчуждённые от человечества, готовы на самопожертвование, когда цивилизации угрожает гибель. На протяжении романа писатель рассказывает, что и как толкает персонажей на готовность пожертвовать собой. Затрагивание сложных вопросов и проблем в ярком, быстром и развлекательном произведении делает неочевидным определение его целевой аудитории, из чего складывается впечатление, что автор рассчитывал одновременно и на новых молодых читателей, и на давних поклонников серии.
Подчёркивалась эмоциональность и актуальность финала романа. Его дуализм, проявляющийся в одновременно присутствующих гуманистических и трагических чертах, подчёркивает идеи, заложенные автором в главного героя. По мнению Виктора Мараховского, в современном мире рухнули последние договоры между добром и злом, что нашло своё отражение и в мире книги. Поэтому возвращение магов к реальности и готовность к самопожертвованию за человечество символизируют появление в стране некоторого «класса ответственных», которые начинают понимать, что они не отделены от остального человечества. Самым ценным и самым пробирающим в произведении было названо ощущение конца привычного мира. Настоящие писатели не только чувствуют изменения структуры мира, но и транслируют их. Цикл заканчивается словами: «Я кивнул. Наверное, она была права. Наверное, так оно и есть. Но даже моя мудрая жена не ответит, как мне теперь жить. А научиться придётся. Живут же люди».
В 2016 году на конференции писателей, работающих в жанре фантастики, «РосКон» роман Сергея Лукьяненко «Шестой Дозор» был удостоен премии «Бронзовый РОСКОН» за третье место в номинации «Роман». Помимо этого, в 2015 году роман номинировался на премию «Созвездие Большой Медведицы» ежегодного крымского фестиваля фантастики «Созвездие Аю-Даг», а также премии «Чаша Бастиона» и «Иван Калита» литературно-практической конференции, которую с 2001 года проводит московская литературно-философская группа «Бастион».

## Адаптации

### Аудиокнига
В 2014 году московским аудио-издательством «Аудиокнига», входящим в издательскую группу «АСТ», была выпущена аудиокнига «Шестой Дозор» по роману Сергея Лукьяненко. Запись продолжительностью 11 часов 43 минуты вышла на одном CD. Текст в формате монолога с музыкальным сопровождением читает Валерий Смекалов.